# Яникайсола
Яникайсо́ла (рос. Яныкайсола, марій. Яныкайсола) — присілок у складі Медведевського району Марій Ел, Росія. Входить до складу Нурминського сільського поселення.

## Населення
Населення — 341 особа (2010; 291 у 2002).
Національний склад (станом на 2002 рік):
- марійці — 88 %